# Castellina in Chianti
Castellina in Chianti – miejscowość i gmina we Włoszech, w regionie Toskania, w prowincji Siena.
Według danych na rok 2004 gminę zamieszkiwało 2666 osób, 26,9 os./km².